# Metropolia Puebla de los Angeles
Metropolia Puebla de los Angeles – metropolia Kościoła rzymskokatolickiego w Meksyku. Erygowana w dniu 11 sierpnia 1903 roku. W skład metropolii wchodzi 1 archidiecezja i 3 diecezje.
W skład metropolii wchodzą:
- Archidiecezja Puebla de los Angeles
  - Diecezja Huajuapan de León
  - Diecezja Tehuacán
  - Diecezja Tlaxcala